# Тушнолобово
Тушноло́бово (рос. Тушнолобово) — село у складі Абатського району Тюменської області, Росія.
Населення — 510 осіб (2010, 595 у 2002).
Національний склад станом на 2002 рік:
- росіяни — 96 %